# Айнет Стивънс
Айнет Стивънс (на английски: Ainett Stephens) е венецуелска телевизионна водеща и модел, родена на 28 януари 1982 година в град Каракас.
През 2000 година участва на конкурса за красота Мис Венецуела, където се нарежда сред първите десет. През 2004 година заминава да учи в Италия. Година по-късно се занимава и с телевизионна журналистика.